# Anthracocentrus arabicus
Anthracocentrus arabicus  (лат.) — вид жуков-усачей из подсемейства ламиин. Распространён в Саудовской Аравии, Египте, Судане, Джибути, Йемене, Сомали, Эфиопии, Сахаре, юго-восточном Иране и Израиле. Кормовыми растениями личинок являются акация, Tamarix articulata, Tamarix aphylla и, возможно, Tipuana tipu.